# Harlem Meer
Harlem Meer /nizozemski meer =jezero/, najsjevernije i najljepše jezerce u newyorkškom Central Parku.

## Opis
Prostire se na svega 11 akera između 110 ulice i Pete avenije a okruženo je šumarcima stabala hrastova, bukava, gingka i močvarnog čempresa (Taxodium distichum). Minijaturna pješčana plaža izgrađena je 1993.